# Xanthaciura stonei
Xanthaciura stonei är en tvåvingeart som beskrevs av Aczel 1952. Xanthaciura stonei ingår i släktet Xanthaciura och familjen borrflugor.
Artens utbredningsområde är Panama. Inga underarter finns listade i Catalogue of Life.